# Бородавка

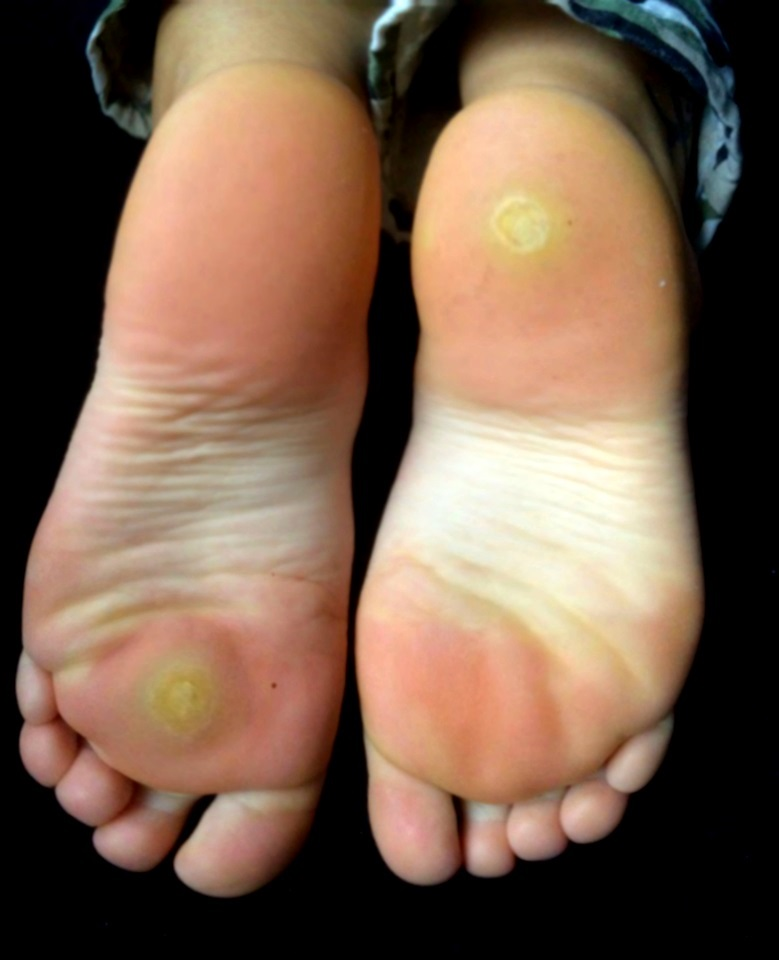
Глубокие болезненные бородавки на подошвах стоп

Бородавка — доброкачественное новообразование кожи вирусной этиологии, имеющее вид узелка или сосочка. Вызывается разными вирусами папилломы человека (ВПЧ). Передача возбудителя осуществляется при контакте с больным или при переносе вируса от больного через предметы общего пользования. Фактором риска заражения является нарушение целостности кожи (ранки, атопический дерматит или другое).

## Виды бородавок
Различают следующие виды бородавок: обыкновенные, плоские, остроконечные кондиломы и старческие. Обыкновенные, плоские бородавки и остроконечные кондиломы вызываются общим для них вирусом. Инкубационный период — 2—5 мес.
Каждый вид бородавок вызывается своими типами вируса папилломы человека.
Обыкновенные (вульгарные) бородавки — плотные сухие ограниченные безболезненные ороговевшие возвышения с неровной ворсинчатой поверхностью, величиной от булавочной головки до горошины. Могут сливаться, образуя большие бляшки. Наиболее часто располагаются на кистях рук.
Разновидность обыкновенных бородавок — подошвенные бородавки — появляются в местах давления обуви, особенно у сильно потеющих. Очень плотные, ороговевшие, серо-грязного цвета подошвенные бородавки отличаются сильной болезненностью, препятствующей ходьбе; иногда вызывают временную потерю трудоспособности.
Плоские, или юношеские, бородавки возникают обычно у детей и молодых людей. Имеют вид округлых или неправильной формы плоских узелков, которые располагаются на тыльной поверхности кистей рук, а также на коже лица. Появлению плоских бородавок способствует раздражение кожи (возникают нередко по ходу царапин, порезов и т. п.). Образование плоских бородавок на теле связано с инфицированием папилломавирусом (ВПЧ), а именно его четырнадцатым, пятнадцатым и двадцать седьмым штаммами.
Остроконечные кондиломы — мельчайшие розового цвета узелки, которые, сливаясь, образуют вегетирующие разрастания мягкой консистенции на основании в виде тонкой ножки. Локализуются преимущественно на половых органах. Передача инфекции происходит половым путем, дети могут инфицироваться при родах.
Представление о том, что опасность бородавки связана с риском развития рака шейки матки, ошибочно, поскольку эти заболевания вызываются разными типами ВПЧ.
Поскольку бородавки могут иметь сходство с некоторыми другими новообразованиями кожи, имеющими иногда неблагоприятное течение, при появлении бородавки необходима консультация врача-дерматолога.

## Лечение
На 2019 год специфических противовирусных средств для лечения ВПЧ не существует, поэтому препараты внутреннего применения против бородавок не используются. Препараты, заявленные производителями как повышающие иммунитет, бесполезны. Зато имеются данные о том, что бородавки регрессируют после вакцинации квадривалентной вакциной против вируса папилломы человека (вакцина против 6, 11, 16 и 18 типов ВПЧ).
Единственный метод лечения бородавок состоит в их удалении химическим либо физическим методом. Для химического удаления используются разные аптечные препараты. Для физического — хирургическая операция, в частности лазерная и радиоволновая, а также криодеструкция (замораживание и удаление).

### Медикаментозные методы
Разрушающая химиотерапия:
- препараты, содержащие кислоты:
  - Ферезол (фенол, трикрезол),
  - Трихлоруксусная кислота,
  - Салициловая кислота;
- препараты, содержащие щёлочь:
  - гидроксид натрия или гидроксид калия;
- 5-фторурацил (в форме мазей, аппликаций, кремов);
- местное применение ретиноевой кислоты может привести к исчезновению бородавок;
- кантаридин.

### Хирургические методы
Обыкновенные, старческие и плоские бородавки разрушают замораживанием жидким азотом, хлорэтаном, диметиловым эфиром, смесью диметилэфира и пропана или «сухим льдом», электрокоагуляцией (радиоволновой хирургией).
Остроконечные кондиломы лечат хирургически. Подошвенные бородавки иногда уничтожают многократным введением под основание раствора новокаина как противовоспалительного средства.

### Народная медицина
В народной медицине против бородавок используют растительные средства: соки чистотела, лютика весеннего, молочая полумохнатого, бодяка ланцетолистного, лука репчатого, ряски маленькой, инжира, а также препараты из травы клоповника сорного, полыни горькой, семян василька синего, плодов рябины обыкновенной, листьев туи западной, льняное масло.
Существует миф об эффективности терапии бородавок с помощью клейкой ленты. Исследование, проведенное в 2002 году доктором Дином Фохтом (Dean R. Focht III), показало относительное преимущество данного метода перед криотерапией: 80 % пациентов успешно вывели бородавки (против 60 % использовавших процедуру с жидким азотом). Метод состоит в том, что пациенты заклеивают бородавки клейкой лентой и ждут шесть дней, после чего несильно скоблят бородавку пемзой. Затем, через 12 часов, снова заклеивают ее лентой, повторяя цикл в течение двух месяцев. Исследование неоднократно подвергалось критике, так как проводилось с нарушением принципов доказательной медицины (отсутствие контрольной группы, сбор информации по телефону, наблюдение в течение короткого промежутка времени). Повторные исследования не смогли подтвердить эффективность данного метода, что объясняет его действенность эффектом плацебо.
Бородавки обычно исчезают самостоятельно в течение 2 лет после появления.